# Anne Hartmann
Anne Hartmann (* 1954) ist eine deutsche Slawistin und Germanistin.

## Leben
Hartmann studierte Germanistik und Slawistik in Münster und Bochum. Sie promovierte 1982 mit einer Dissertation über Lyrik-Anthologien als Indikatoren des literarischen und gesellschaftlichen Prozesses in der DDR. Danach arbeitete sie als Lektorin für deutsche Literatur und Sprache an der Universität Lüttich sowie als Dozentin an der Universität Namur. Seit 1988 ist sie Wissenschaftliche Mitarbeiterin am Seminar für Slavistik/Lotman-Institut für russische Kultur an der Ruhr-Universität Bochum. Innerhalb dessen war sie bis 1993 Teil des DFG-Projekts zu russisch-deutschen Kulturbeziehungen in der SBZ/DDR um weiterhin Karl Eimermacher, Paul Gerhard Klussmann und Wolfram Eggeling, aus dem heraus Sowjetische Präsenz im kulturellen Leben der SBZ und frühen DDR (1945–1953) entstand. Aktuell liegt ihre Tätigkeit in Lehre und Forschung, so zur sowjetischen Kultur in SBZ und DDR, Kulturgeschichte Russlands, westlichen Reiseberichten und Emigranten in der Sowjetunion.

## Rezeption
Insbesondere ihre Untersuchung – Resultat von 14 Jahren Forschungstätigkeit – zu Lion Feuchtwangers Moskaureise 1936/1937 erlangte auch außerhalb des Fachpublikums Aufmerksamkeit. Gelobt wurde die „großartige Dokumentation“, welche zugleich ein „wunderbares Lesebuch“ sei, insbesondere für die umfassende Sammlung von Quellen, die circa zwei Drittel des Buches einnehmen. Tauno Sareela schließt, Hartmann sei mit dem Buch ein „fascinating picture of the development of Lion Feuchtwanger’s balancing act between independence and commitment, and between criticism and praise“ gelungen. Eine Verbindung zu zeitgenössischen Phänomenen zieht bei seiner Rezension Martin Dewhirst. Ausgehend vom Titel eines Aufsatzes Hartmanns (Der Stalinversteher) schreibt er: „Whatever one thinks of Feuchtwanger, some of the current fellow-travelling Putin-versteher seem to be caricatures of caricatures […]“.

## Veröffentlichungen (Auswahl)
Monographien
- Lyrik-Anthologien als Indikatoren des literarischen und gesellschaftlichen Prozesses in der DDR. (1949–1971). Dissertation. Universität Münster (Westfalen). Lang, Frankfurt am Main u. a. 1983, ISBN 3-8204-7522-2.
- mit Wolfram Eggeling: Sowjetische Präsenz im kulturellen Leben der SBZ und frühen DDR 1945–1953. Akademie, Berlin 1998, ISBN 3-05-003089-5.
- Der Prozeß geht weiter. Wissenschaft und Hochschulen im heutigen Rußland. Lotman-Institut für Russische und Sowjetische Kultur, Bochum 1998, ISBN 3-932382-08-0.
- mit Wolfram Eggeling: Die Gesellschaft für Deutsch-Sowjetische Freundschaft. Zum Aufbau einer Institution in der SBZ/DDR zwischen deutschen Politzwängen und sowjetischer Steuerung. Analysen. Akademie, Berlin 1993, ISBN 3-05-002466-6.
- „Ich kam, ich sah, ich werde schreiben“. Lion Feuchtwanger in Moskau 1937. eine Dokumentation. Wallstein, Göttingen 2017, ISBN 978-3-8353-3152-5.

Herausgeberschaften
- mit Silke Flegel, Frank Hoffmann: Wahl und Wagnis Migration. Beiträge des Promotionskollegs Ost-West. Lit, Berlin 2007, ISBN 978-3-8258-0436-7.
- mit Riccardo Nicolosi: Born to be criminal. The discourse on criminality and the practice of punishment in late imperial Russia and early Soviet Union. Interdisciplinary approaches. transcript, Bielefeld 2018, ISBN 978-3-8376-4159-2.
- mit Hermann Haarmann: „Auf nach Moskau!“ Reiseberichte aus dem Exil. Ein internationales Symposium. Tectum, Baden-Baden 2018, ISBN 978-3-8288-4115-4.
- mit Reinhard Müller: Tribunale als Trauma. Die Deutsche Sektion des Sowjetischen Schriftstellerverbands. Protokolle, Resolutionen und Briefe (1935–1941). Wallstein, Göttingen 2022, ISBN 978-3-8353-5225-4.